# Hirano Takasi
Hirano Takasi (Sizuoka, 1974. július 15. –) japán válogatott labdarúgó.
A japán válogatott tagjaként részt vett az 1998-as világbajnokságon.

## Statisztika
| Japán válogatott | Japán válogatott | Japán válogatott |
| Időszak          | Mérk.            | gól              |
| ---------------- | ---------------- | ---------------- |
| 1997             | 5                | 1                |
| 1998             | 7                | 2                |
| 1999             | 0                | 0                |
| 2000             | 3                | 1                |
| Összesen         | 15               | 4                |